# Akrai
Akrai fu una sub-colonia greca edificata in Sicilia nel 663 a.C. dai Siracusani. Sorgeva nei pressi dell'attuale Palazzolo Acreide.

## Storia
Akrai fu la prima colonia di Siracusa, fondata da Corinzi giunti nei territori siciliani; dopo Akrai, sita nei pressi di Pantalica, ci furono Casmene (avamposto militare sul monte Lauro), fondata nel 643 a.C., Akrillai (sulla strada per Gela) e Kamarina, la più lontana delle colonie, fondata nel 598 a.C.
Costruita in cima ad un colle, Akrai era difficilmente attaccabile e al tempo stesso costituiva un punto ideale per vigilare sui territori circostanti. Grazie all'importanza della sua posizione strategica, la città si sviluppò fino a raggiungere il massimo splendore sotto il regno di Gerone II (275 a.C.-215 a.C.). Fedele a Siracusa, ebbe però vita politica, amministrativa e militare autonome, al punto che un suo esercito intercettò quello di Nicia (421 a.C.) nel Val di Noto o nella Valle dell'Anapo e contribuì alla sua sconfitta.
Nel 211 a.C., dopo la caduta di Siracusa, passò a far parte della provincia romana, assumendo il nome latino Acrae; in seguito passò sotto il dominio bizantino fino all'invasione araba.
La cittadina fu completamente distrutta dagli Arabi nell'827 e il sito, rimasto abbandonato, pian piano venne ricoperto da terriccio e vegetazione spontanea scomparendo alla vista e venendo dimenticato per quasi otto secoli.

## Scavi

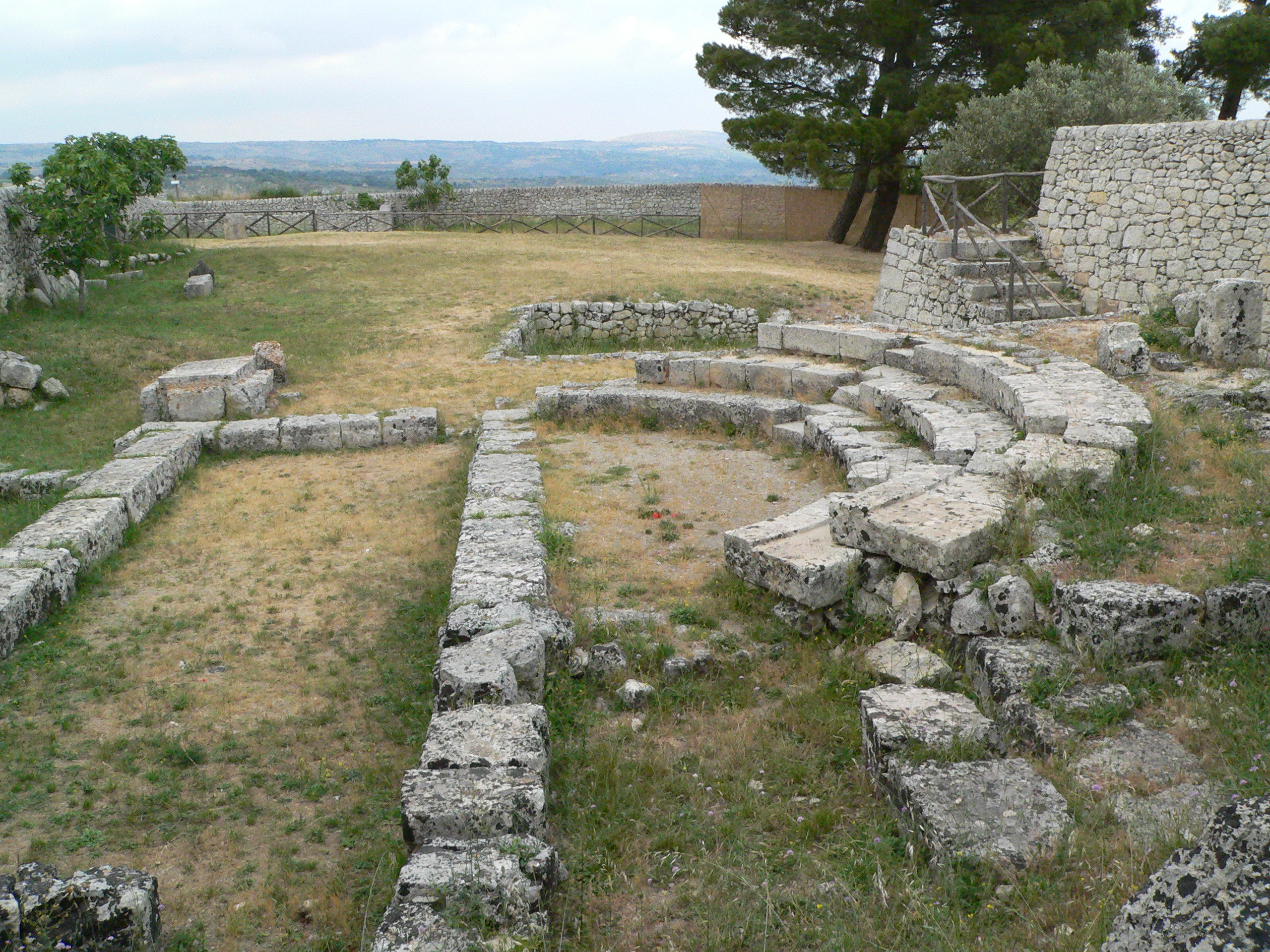
Il Bouleuterion

Il primo studioso a individuare il sito della città scomparsa fu nel XVI secolo lo storico siciliano Tommaso Fazello; ma fu il barone Gabriele Iudica, che all'inizio del XIX secolo intraprese i primi scavi archeologici nel sito di Akrai e descrisse le sue ricerche nel libro Le antichità di Acre, pubblicato con la data del 1819.
Gli scavi successivi della città arcaica hanno riportato alla luce il Teatro, di piccole dimensioni, ma in ottimo stato di conservazione; la scoperta fu annunciata da Gabriele Iudica nel 1824. Sulla parte posteriore sorgono due latomie, cave di pietra, denominate Intagliata e Intagliatella, della metà del IV secolo a.C.. Sul pianoro sopra la latomia dell′Intagliata si trovano i blocchi di base dell′Aphrodision, il Tempio di Afrodite, eretto nel VI secolo a.C. Sul lato occidentale sorge il Bouleuterion, dove il consiglio cittadino si riuniva, scoperto sempre da Iudica nel 1820. Ad est del colle sorgono i Templi Ferali dedicati al culto dei morti.
Da ricordare pure i notevoli lavori compiuti da Luigi Bernabò Brea nel secondo dopoguerra.